# Conțești, Iași
Conțești este un sat în comuna Valea Seacă din județul Iași, Moldova, România.
Se învecinează la nord cu satul Vîlcica, comuna Tătăruși, la est cu satul Heci, iar la sud cu satul Valea Seacă (comună), cel mai apropiat oraș fiind Pașcani. 
Este traversat pe jumătate de DJ 208F. 
Beneficiază la vest de pădure cu drum forestier spre Homița. 
Se află la cca. 15 km. de granița cu județul Suceava. 
Satul este împărțit popular în Conțești deal, până la părăsirea satului de către DJ 208F, și Conțești vale, pe drumul ce duce spre Tătăruși. 